# يوهان غوتفريد شنابل
يوهان غوتفريد شنابل (بالألمانية: Johann Gottfried Schnabel)‏ (و. 1692 – 1750 م) هو كاتب ألماني، ولد في زاندرسدوف-برينا، توفي عن عمر يناهز 58 عاماً.